# Міжнародні рейтинги Болгарії
Міжнародні рейтинги Болгарії відображають її позиції серед інших країн світу за загальними статистичними показниками, а також спеціальними соціальними, економічними та політичними індексами й рейтингами.
- ▲ = позитивне підвищення в рейтингу
- ▼ = позитивне пониження в рейтингу
- ▼ = негативне пониження в рейтингу
- ▲ = негативне підвищення в рейтингу
- ▬ = без змін

## Демографічні
| Показник                                 | Організація чи установа                   | Джерело            | Місце / серед | Зміна щодо попереднього року / звіту | Значення             | Рік  |
| ---------------------------------------- | ----------------------------------------- | ------------------ | ------------- | ------------------------------------ | -------------------- | ---- |
| Загальна чисельність населення           | Центральне розвідувальне управління (ЦРУ) | The World Factbook | 110 / 240     | ▼4                                   | 6,919,180 осіб       | 2021 |
| Природний приріст населення              | Центральне розвідувальне управління (ЦРУ) | The World Factbook | 232 / 240     | ▼4                                   | -0,67 %              | 2021 |
| Сальдо міграції                          | Центральне розвідувальне управління (ЦРУ) | The World Factbook | 118 / 236     | ▼5                                   | 0,29/1000 осіб       | 2021 |
| Середній вік населення                   | Центральне розвідувальне управління (ЦРУ) | The World Factbook | 20 / 226      | ▬                                    | 43,7 років           | 2021 |
| Очікувана тривалість життя               | Центральне розвідувальне управління (ЦРУ) | The World Factbook | 127 / 236     | ▼6                                   | 75,30 років          | 2021 |
| Коефіцієнт народжуваності (фертильність) | Центральне розвідувальне управління (ЦРУ) | The World Factbook | 213 / 236     | ▼9                                   | 1,49 дитини на жінку | 2021 |

## Політичні
| Показник                                  | Організація чи установа                                                                              | Джерело                                    | Місце / серед | Зміна щодо попереднього року / звіту | Значення   | Рік  |
| ----------------------------------------- | --- | ------------------------------------------ | ------------- | ------------------------------------ | ---------- | ---- |
| Витрати на охорону здоров'я (у % від ВВП) | Світовий банк                                                                                        | WHO Global Health Expenditure database     | 63 / 193      | ▼5                                   | 7,35%      | 2018 |
| Кількість людей з ВІЛ/СНІД                | Центральне розвідувальне управління (ЦРУ)                                                            | The World Factbook                         | 131 / 145     | ▲4                                   | 3,300 осіб | 2019 |
| Витрати на освіту (у % від ВВП)           | Світовий банк                                                                                        | UNESCO Institute for Statistics            | 92 / 170      | Дані відсутні                        | 4,1 %      | 2017 |
| Грамотність (писемність)                  | Світовий банк                                                                                        | UNESCO Institute for Statistics            | 17 / 145      | Дані відсутні                        | 98,4%      | 2015 |
| Індекс людського розвитку (ІЛР)           | Програма розвитку ООН                                                                                | Human Development Report 2020              | 56 / 189      | ▬                                    | 0.816      | 2019 |
| Індекс свободи преси                      | Репортери без кордонів                                                                               | 2020 World Press Freedom Index             | 111 / 180     | ▬                                    | 35.06      | 2020 |
| Індекс екологічної ефективності           | Єльський університет, Колумбійський університет, Всесвітній економічний форум, Joint Research Centre | 2020 Environmental Performance Index (EPI) | 41 / 180      | ▼11                                  | 57         | 2020 |
| Рейтинг недієздатності держав             | The Fund For Peace                                                                                   | Fragile States Index                       | 46 / 174      | ▲1                                   | 49.2       | 2020 |
| Індекс верховенства права                 | World Justice Project                                                                                | Rule Of Law Index 2020                     | 53 / 128      | ▲1                                   | 0.55       | 2020 |
| Глобальний індекс спокою                  | Institute for Economics & Peace                                                                      | Global Peace Index 2020                    | 28 / 163      | ▼2                                   | 1.628      | 2020 |
| Глобальний індекс тероризму               | Institute for Economics & Peace                                                                      | Global Terrorism Index 2020                | 119 / 135     | ▼9                                   | 0.172      | 2020 |

### Військові
| Показник                         | Організація чи установа                   | Джерело                        | Місце / серед | Зміна щодо попереднього року / звіту | Значення | Рік  |
| -------------------------------- | ----------------------------------------- | ------------------------------ | ------------- | ------------------------------------ | -------- | ---- |
| Рейтинг найсильніших армій       | Global Firepower                          | 2021 Military Strength Ranking | 67 / 139      | ▼5                                   | 1.1438   | 2021 |
| Витрати на оборону (у % від ВВП) | Центральне розвідувальне управління (ЦРУ) | The World Factbook             | 55 / 157      | Дані відсутні                        | 1,93%    | 2020 |

## Економічні
| Показник                               | Організація чи установа                   | Джерело                                                                  | Місце / серед | Зміна щодо попереднього року / звіту | Значення    | Рік  |
| -------------------------------------- | ----------------------------------------- | ------------------------------------------------------------------------ | ------------- | ------------------------------------ | ----------- | ---- |
| ВВП (номінальний)                      | Міжнародний валютний фонд                 | World Economic Outlook Database 2020                                     | 71 / 194      | ▲4                                   | $67 917 млн | 2020 |
| ВВП (на душу населення)                | Міжнародний валютний фонд                 | World Economic Outlook Database 2020                                     | 62 / 187      | ▲11                                  | $9,826      | 2020 |
| ВВП (ПКС)                              | Міжнародний валютний фонд                 | World Economic Outlook Database 2020                                     | 74 / 188      | ▼2                                   | $165,1 млрд | 2020 |
| ВВП (ПКС) на душу населення            | Міжнародний валютний фонд                 | World Economic Outlook Database 2020                                     | 56 / 186      | ▲11                                  | $23,741     | 2020 |
| Річний ріст ВВП                        | Світовий банк                             | World Bank national accounts data, and OECD National Accounts data files | 76 / 193      | ▲28                                  | 3,7%        | 2019 |
| Рівень інфляції                        | Центральне розвідувальне управління (ЦРУ) | The World Factbook                                                       | 148 / 227     | Дані відсутні                        | 3,10%       | 2019 |
| Anholt Ipsos Nation Brands Index (NBI) | Ipsos                                     | Nation Brands 2020                                                       | 66 / 100      | ▲1                                   | —           | 2020 |

## Суспільні
| Показник                                                   | Організація чи установа                        | Джерело                                                                 | Місце / серед | Зміна щодо попереднього року / звіту | Значення                               | Рік       |
| ---------------------------------------------------------- | ---------------------------------------------- | ----------------------------------------------------------------------- | ------------- | ------------------------------------ | -------------------------------------- | --------- |
| За кількістю олімпійських медалей                          | Міжнародний олімпійський комітет               | IOC - The International Olympic Committee                               | 25 / 151      | ▬                                    | 224 медалей                            | 2021      |
| За медальним заліком у міжнародних математичних олімпіадах | International Mathematical Olympiad Foundation | List of countries by medal count at International Mathematical Olympiad | 9 / 78        | ▬                                    | 54 золотих, 120 срібних, 112 бронзових | 2020      |
| Всесвітній індекс благодійності                            | Інститут Ґеллапа, Charities Aid Foundation     | CAF World Giving Index 10th Edition                                     | 120 / 126     | ▲20                                  | 19%                                    | 2019      |
| За кількістю Нобелівських лауреатів                        | Фундація Нобеля                                | All Nobel Prizes                                                        | 53 / 79       | ▬                                    | 1 лауреат                              | 2020      |
| Рівень самогубств на 100 тис. осіб                         | Організація Об'єднаних Націй (ООН)             | Global Health Observatory data repository                               | 46 / 102      | ▲14                                  | 7,9 осіб                               | 2016      |
| За рівнем щастя населення                                  | Організація Об'єднаних Націй (ООН)             | Global Happiness Report 2020                                            | 96 / 153      | Дані відсутні                        | 5.102                                  | 2017–2019 |